# Барятинский, Дмитрий Михайлович
Дмитрий Михайлович Барятинский — князь, голова и воевода во времена правления Ивана IV Васильевича Грозного, Фёдора Ивановича и Бориса Годунова.
Сын князя и воеводы Михаила Фёдоровича Барятинского.

## Биография
Воевода левой руки и стоял в Рязани (1579). Второй воевода в Орешке (1581). Второй воевода левой руки в Туле (сентябрь 1587), в том же году в Рязани воевода Сторожевого полка. Воевода сторожевого полка в Михайлове (1588). Послан к боярину и воеводе Василию Фёдоровичу Скопину-Шуйскому в Псков, 2-м полковою головою. В войне со шведами состоял в войсках 2-м воеводою Сторожевого полка (1591). Воевода у обоза (1601). Первый воевода на Осколе (1602). Второй воевода Сторожевого полка в Орле (1604).
Имел братьев: князей Ивана Михайловича (по прозванию «Чермный») и Григория Михайловича, а также двух сыновей — князtq Юриz и Илларионf Дмитриевичtq.
Примечание: В Синбирском сборнике в разрядах, он почему то назван Чермным. Между Чермным Барятинским действительно есть князь Дмитрий Михайлович, но тот жил в половине XVII столетия. Также имеется князь Чермный-Барятинский, но Иван Михайлович, который построил церковь в селе Яковском Каширского уезда.